# 미승인 국가의 국기 목록
다음은 미승인 국가의 국기 목록이다.

## 현재 존재하는 미승인 국가

남오세티야
북키프로스
소말릴란드
압하지야

## 멸망한 미승인 국가

몰타 기사단
캘리포니아 공화국
텍사스 공화국
아크레 공화국
버몬트 공화국
히우그란지 공화국
리오그란데 공화국
유카탄 공화국
청나라 소조정
조선인민공화국
중화소비에트공화국
만주국
태평천국
쿠르디스탄
투바 인민공화국
티베트 왕국
동튀르키스탄
나흐츠반 자치 공화국
자캅카스 민주연방공화국
연합 수바디베 공화국
탈리시 머겐 공화국
몽강연합자치정부
왕징웨이 정권
지둥 방공자치정부
상하이시 다다오 정부
베트남 제국
라오스 왕국
버마국
필리핀 제2공화국
캄보디아 왕국
아자와드
비아프라
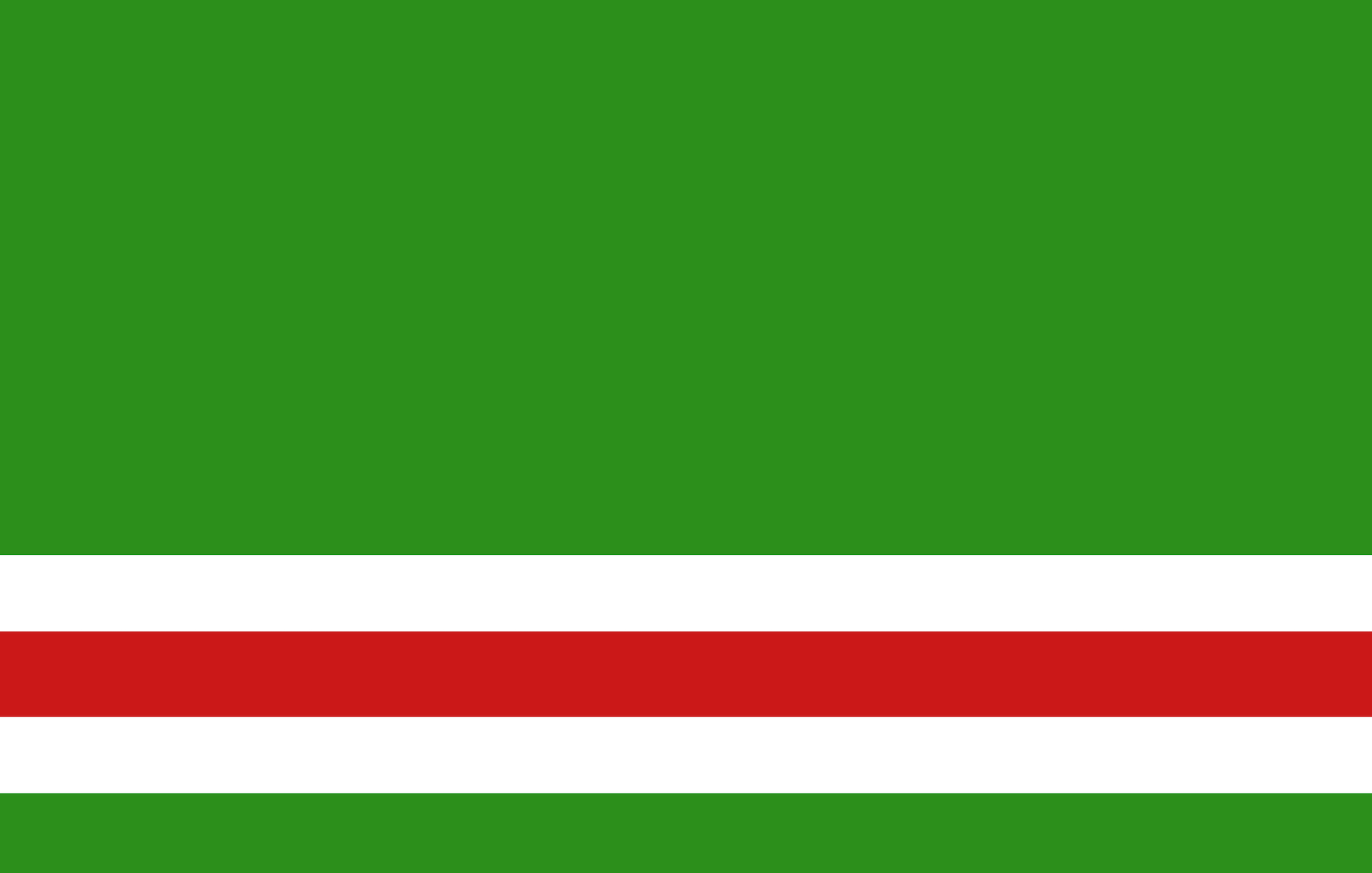
이치케리야 체첸 공화국
도네츠크 인민공화국
루간스크 인민공화국
아르차흐 공화국
이탈리아 사회공화국
세르비아 크라이나 공화국
크림 공화국
노보로시야 연방국
카탈루냐 공화국
부건빌
크메르 공화국
민주 캄푸치아
캄푸치아 인민공화국

## 같이 보기
- 미승인 국가 목록
- 미승인 국가의 국장 목록